# NGC 3354
NGC 3354 est une galaxie spirale située dans la constellation de la Machine pneumatique. NGC 3354 a été découverte par l'astronome britannique John Herschel en 1834.

## Caractéristiques
Sa vitesse par rapport au fond diffus cosmologique est de 3 320 ± 24 km/s, ce qui correspond à une distance de Hubble de 49,0 ± 3,5 Mpc (∼160 millions d'al).
NGC 3354 renferme des régions d'hydrogène ionisé.

## Supernova
La supernova SN 2011jl a été découverte dans NGC 3354 le 27 novembre par Pignata et al. dans le cadre du programme de recherche de supernovas CHASE (CHilean Automatic Supernova sEarch). Cette supernova était de type Ic.

## Groupe de NGC 3347
NGC 3354 fait partie du groupe de NGC 3347. Outre NGC 3347 et NGC 3354, ce groupe de galaxies comprend au moins 4 autres membres : NGC 3358, NGC 3347A (PGC 31761), ESO 317-54 et ESO 318-4.